# Adiscanthus
Adiscanthus – rodzaj roślin z rodziny rutowatych (Rutaceae) Jest to takson monotypowy obejmujący tylko gatunek Adiscanthus fusciflorus Ducke występujący w Amazonii (Brazylia).